# Parvillers-le-Quesnoy
Parvillers-le-Quesnoy – miejscowość i gmina we Francji, w regionie Hauts-de-France, w departamencie Somma.
Według danych na rok 1990 gminę zamieszkiwało 189 osób, a gęstość zaludnienia wynosiła 20 osób/km² (wśród 2293 gmin Pikardii Parvillers-le-Quesnoy plasuje się na 808. miejscu pod względem liczby ludności, natomiast pod względem powierzchni na miejscu 494.).